# Arazay Jova
Arazay Jova (Cuba) é uma ex-ginasta canadense, que competiu em provas de ginástica artística.
Jova fez parte da equipe cubana que disputou os Jogos de Winnipeg, no Canadá, em 1999. Neles, individualmente, subiu ao pódio na disputa dos exercícios de solo, após superar a brasileira Daiane dos Santos e conquistar a medalha de ouro.